# Belgisch-Indiase betrekkingen

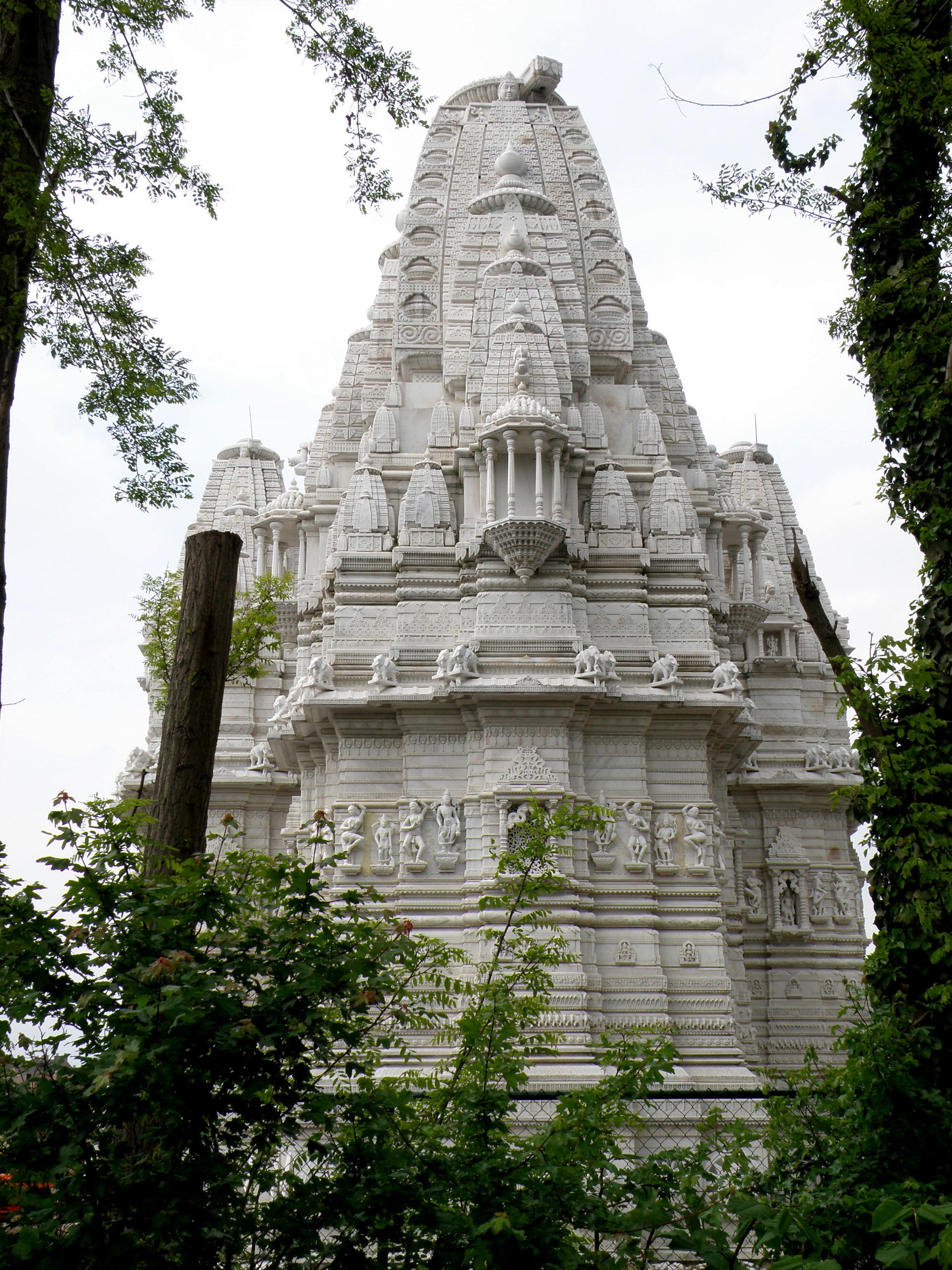
Jaïntempel van Antwerpen

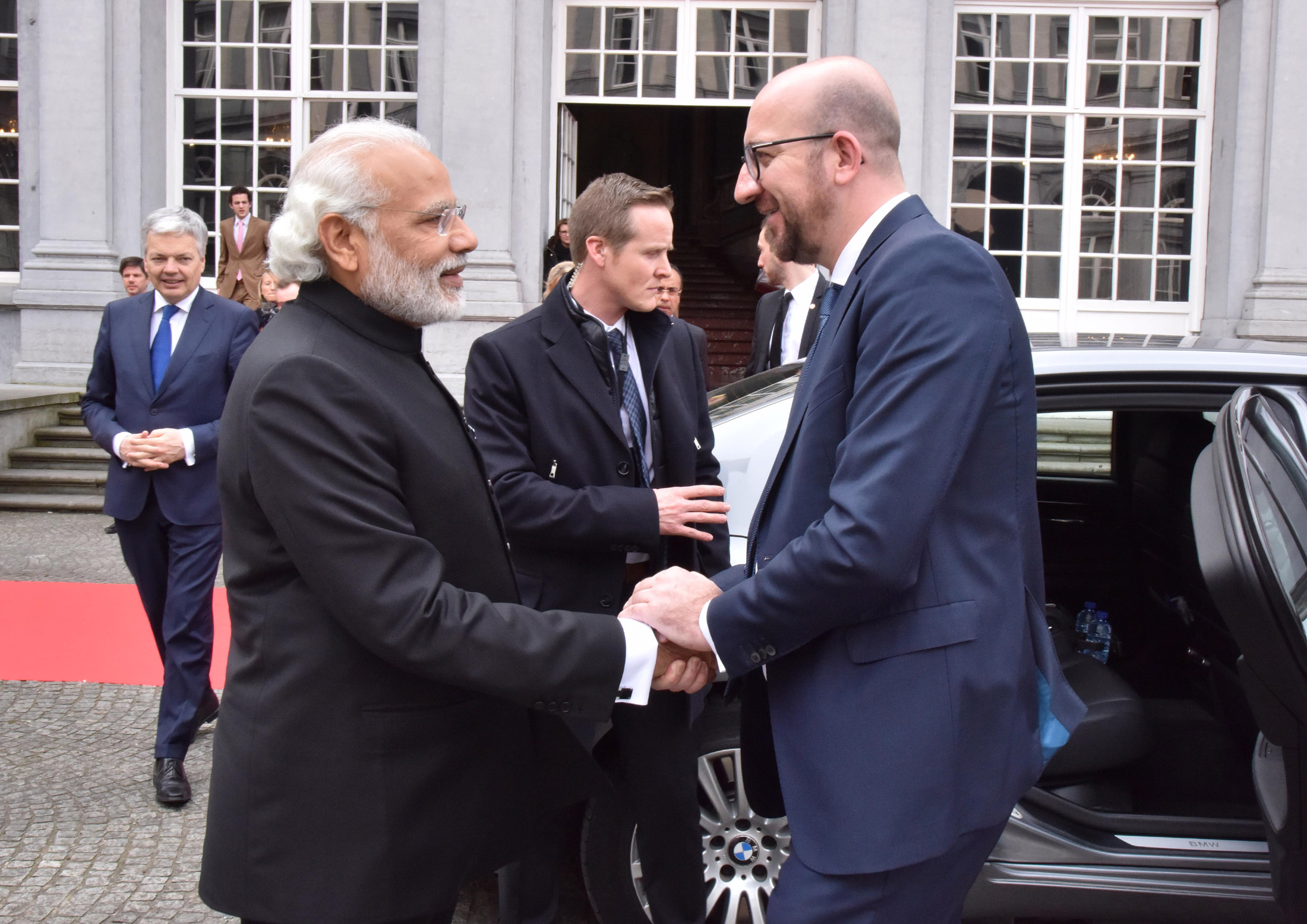
Ontmoeting in 2016 tussen eerste ministers Narendra Modi en Charles Michel in Brussel.

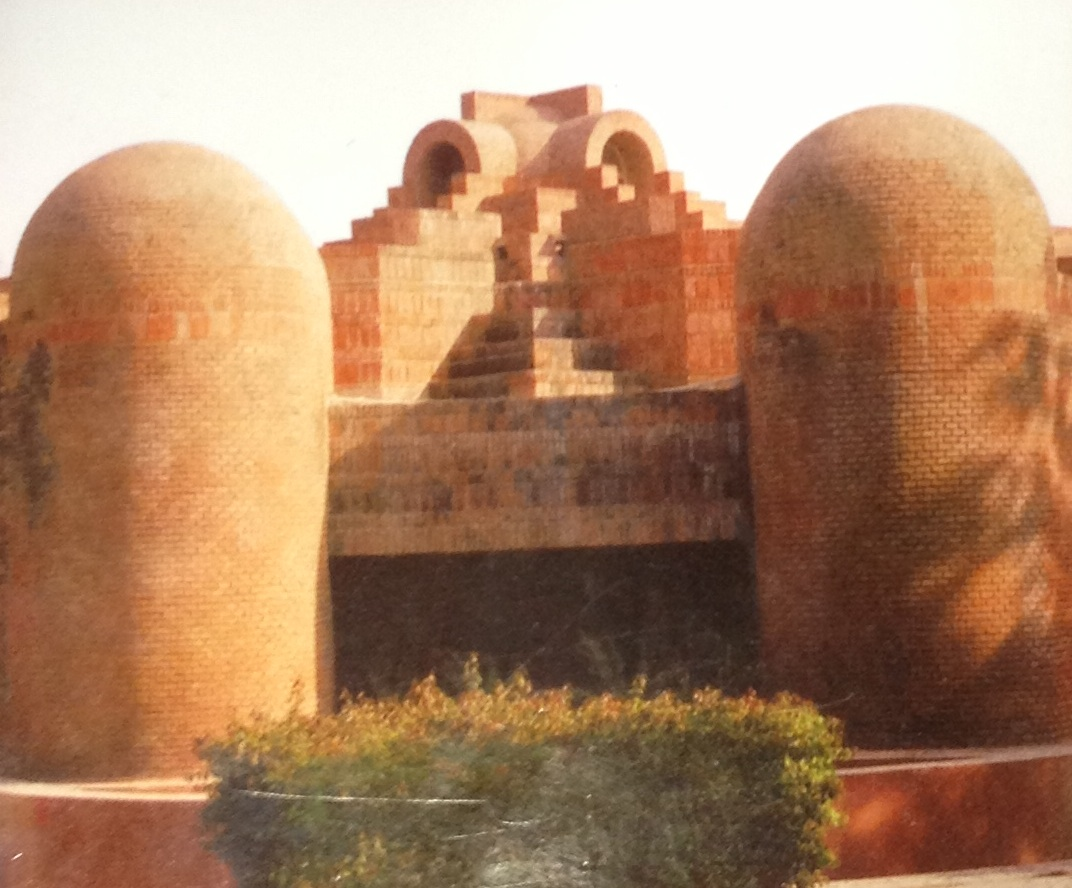
De Belgische ambassade in New Delhi

De betrekkingen tussen het Koninkrijk België en de Republiek India ontstonden in de twintigste eeuw: de Belgische ambassade in New Delhi opende in 1947 en de Indiase ambassade in Brussel het jaar daarop. De twee landen delen de waarden van "democratie, pluralisme en de rechtsstaat".

## Geschiedenis
Belgen kenden India vooral van missionering. De jezuïeten deden aan bekering en onderwijs in West-Bengalen en Jarkhand, terwijl andere congregaties actief waren in de Punjab en Kerala. Bekende missiefiguren zijn Constant Lievens en Jeanne Devos.
De eerste grootschalige kennismaking van Indiërs met België was tijdens de Eerste Wereldoorlog. Anderhalf miljoen sepoys vochten in het Brits-Indische leger en enkele honderden lieten het leven aan het IJzerfront.
Onmiddellijk na de Indiase onafhankelijkheid was België nauw betrokken bij de strubbelingen rond de Partition. Het probleem werd begin 1948 voorgelegd aan de Veiligheidsraad, waarvan België net voorzitter was. Het was ook een van de vijf landen in de United Nations Commission for India and Pakistan. De Belgische gezant Egbert Graeffe droeg bij tot de wapenstilstand eind dat jaar en Maurice Delvoie ging begin 1949 ter plekke om de demarcatielijn te trekken. Mogelijk zijn toen niet de juiste opties genomen, aangezien het conflict rond Jammu en Kasjmir na meer dan zeventig jaar nog niet opgelost is.
Het jonge India toonde zich uiterst kritisch voor de Belgische houding in de Congolese kolonie. Premier Jawaharlal Nehru wierp zich op als een anti-imperialist en kampioen van de Afrikaanse dekolonisatie. Het werd België kwalijk genomen dat het Congo niet voorbereid had op de onafhankelijkheid en de manoeuvers rond de Katangese afscheuring werden gezien voor wat ze waren. De moord op Lumumba leidde tot spontaan, dagenlang volksprotest aan de Belgische ambassade in Delhi. India engageerde zich sterk in de ONUC.
Nadien verbeterden de relaties weer. De diamanthandel tussen Antwerpen en Bombay nam een hoge vlucht en een fenomeen als yoga begon belangstelling te wekken, met André Van Lysebeth als voornaamste brugfiguur. In 1971 werd België zelfs aangezocht om met Polen te bemiddelen in een nieuw gewapend conflict, maar de onafhankelijkheid van Bangladesh maakte dat overbodig.
In 2010 drukte minister van Buitenlandse Zaken Steven Vanackere ondubbelzinnige steun uit voor de Indiase aspiratie om een permanente zetel te krijgen in de VN-Veiligheidsraad.
Koning Filip en koningin Mathilde brachten in 2017 een vijfdaags staatsbezoek aan India. In 2005 en 2010 waren ze er al op economische missie geweest.

## Bilaterale handel
De afstand in acht genomen, hebben België en India sterke handelsbanden. In 2017 was de export naar India goed voor 8 miljard euro, waarmee het land op de tiende plaats kwam. Omgekeerd stond België met 4,8 miljard euro invoer uit India op de veertiende plaats. Het resulterende handelsoverschot van 3,2 miljard euro kwam op het conto van de Antwerpse diamantsector, die driekwart van de Belgische uitvoer vertegenwoordigde. De Indiase diamanthandelaars in Antwerpen komen voornamelijk uit Gujarat and Rajasthan. Ze hebben in Wilrijk een grote Jaintempel laten optrekken.

## Migratie
België telde begin 21e eeuw een vrij grote Indiase gemeenschap van zo'n 20.000 personen. De jains uit Gujarat, die al eeuwenlang diamantbanden hadden met Antwerpen, kwamen zich vanaf de jaren 1960 permanent in de Scheldestad vestigen. In de jaren '90 kwamen sikhs in de Haspengouwse fruitteelt werken. Ook telt België veel Indiase IT'ers, al gaat het doorgaans om zeer mobiele expats.

## Diplomatieke missies
De Belgische ambassade in New Delhi is een gebouw uit 1984 van de architect Satish Gujral. Er zijn ook consulaten in Mumbai en Chennai en ereconsulaten in Kolkata en Ahmedabad. Dat laatste is geopend in 2017 omdat Ahmedabad zich opwerpt als International Financial Services Centre (IFSC).
De ambassade van India in Brussel ligt aan de Vleurgatsesteenweg 217 in Elsene. In Antwerpen huist een ereconsulaat.

## Voetnoten
1. ↑  "Belgium supports India's bid for permanent seat in UNSC", The Times of India, 22 maart 2010. Gearchiveerd op 4 mei 2013. Geraadpleegd op 9 februari 2019.
2. ↑  "Belgium opens honorary consulate in GIFT City", TheHinduBusinessLine.com, 26 april 2017.
3. ↑  Embassy of India in Brussels, Belgium. EmbassyPages.com. Geraadpleegd op 10 februari 2019.